# Cryptococcus huempii
Cryptococcus huempii är en svampart som först beskrevs av C. Ramírez & A.E. González, och fick sitt nu gällande namn av Roeijmans, Eijk & Yarrow 1989. Cryptococcus huempii ingår i släktet Cryptococcus och familjen Tremellaceae.   Inga underarter finns listade i Catalogue of Life.